# Баліцький Михайло Григорович
Миха́йло Григо́рович Ба́ліцький (6 березня 1947, м. Монастириська, Тернопільська область — 28 січня 1997, м. Кременець) — український журналіст, публіцист, громадський діяч. Заслужений журналіст України (1987 р.).

## Життєпис
Закінчив факультет журналістики Львівського державного університету (1973 р.).
Працював у редакції Монастириської районної газети — завідувач відділом сільського господарства, відповідальний секретар, заступник редактора.
Від 1978 — редактор Кременецької районної газети «Прапор перемоги» (від січня 1992 р. — «Діалог»). 1993—1997 — власний кореспондент газети «Свобода» (м. Тернопіль).
Один із організаторів громадського життя району та обласної організації НСЖУ.

## Доробок
Автор багатьох публікацій на актуальні теми, в тому числі у колективних збірниках та журналах.